# 脉叶翅棱芹
脉叶翅棱芹（学名：Pterygopleurum neurophyllum）为伞形科翅棱芹属的唯一种。分布于日本、朝鲜以及中国大陆的江苏、浙江、安徽等地，多生于山坡沟谷潮湿地区。

## 别名
凤尾参（杭州植物园栽培植物名录）